# Distrito Escolar Unificado Newport-Mesa
El Distrito Escolar Unificado Newport-Mesa (Newport-Mesa Unified School District, NMUSD) es un distrito escolar de California. Tiene su sede en el Education Center en Costa Mesa. El distrito gestiona 22 escuelas primarias, 4 escuelas intermedias, 3 escuelas preparatorias, y 3 escuelas/programas alternativas. Tiene 21.450 estudiantes. Tiene escuelas en Costa Mesa y Newport Beach.

## Escuelas

### Escuelas primarias
- Adams
- Andersen
- California
- College Park
- Davis
- Eastbluff
- Harbor View
- Kaiser
- Killybrooke
- Lincoln
- Mariners
- Newport Elementary School
- Newport Coast
- Newport Heights
- Paularino
- Pomona
- Rea
- Sonora
- Victoria
- Whittier
- Wilson
- Woodland

### Escuela intermedias
- Ensign Intermediate School
- Corona Del Mar Middle School
- Costa Mesa Middle School
- TeWinkle Middle School

### Escuela preparatorias
- Newport Harbor High School
- Costa Mesa High School
- Early College High School
- Estancia High School
- Corona del Mar High School